# Zuid-Egeïsche Eilanden
Zuid-Egeïsche Eilanden (Grieks: Νότιο Αιγαίο, Notio Ejeo) is een van de dertien periferieën van Griekenland. Het bestaat uit een groot aantal eilanden in het zuiden van de Egeïsche Zee, tussen het Griekse vasteland en Turkije.
De bestuurlijke regio, periferia, Zuid-Egeïsche Eilanden is sinds 2011 ingedeeld in dertien regionale eenheden, periferiaki enotita: Andros, Kalymnos, Karpathos, Kea - Kythnos, Kos, Mykonos, Milos, Naxos, Paros, Rhodos, Syros, Santorini, ook wel Thira of Thera, en Tinos. Deze vervingen de twee  nomi, departementen, die tot dan toe hadden bestaan: de Cycladen, Κυκλάδες, in het noordwesten en de Dodekanesos, Δωδεκάνησα, oftewel twaalf eilanden, in het zuidoosten. De regionale eenheden hebben tegenwoordig geen eigen bestuur meer.

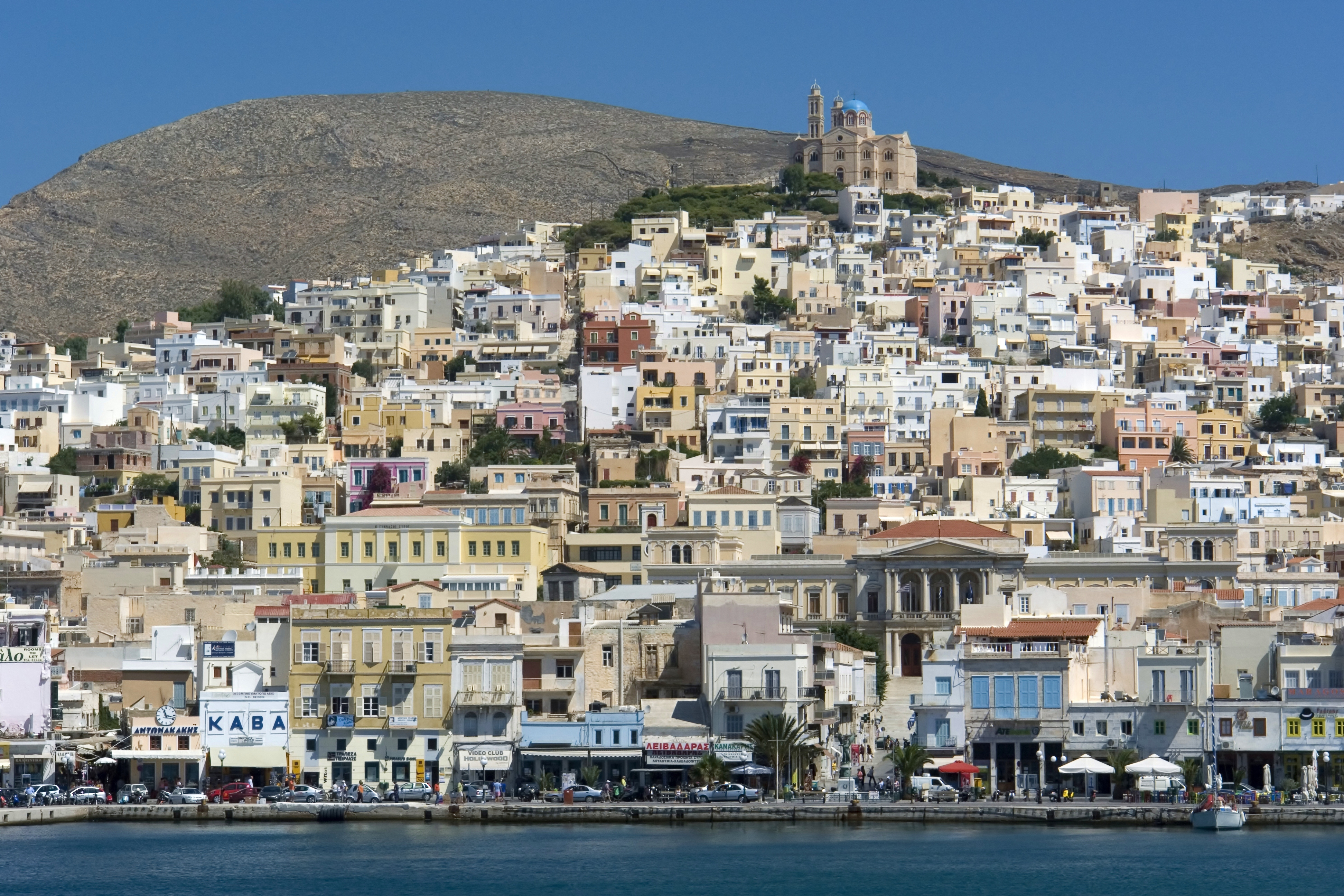
Syros
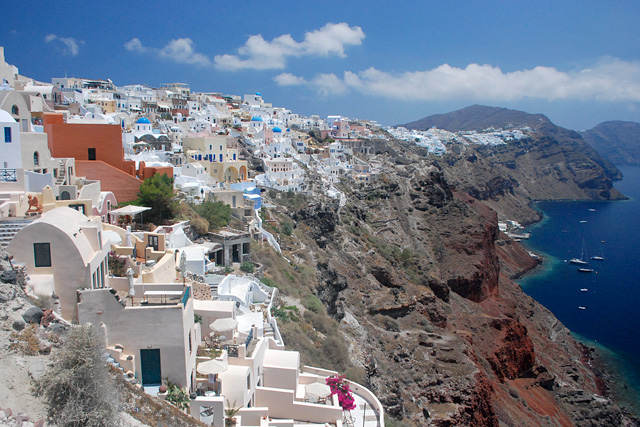
Santorini
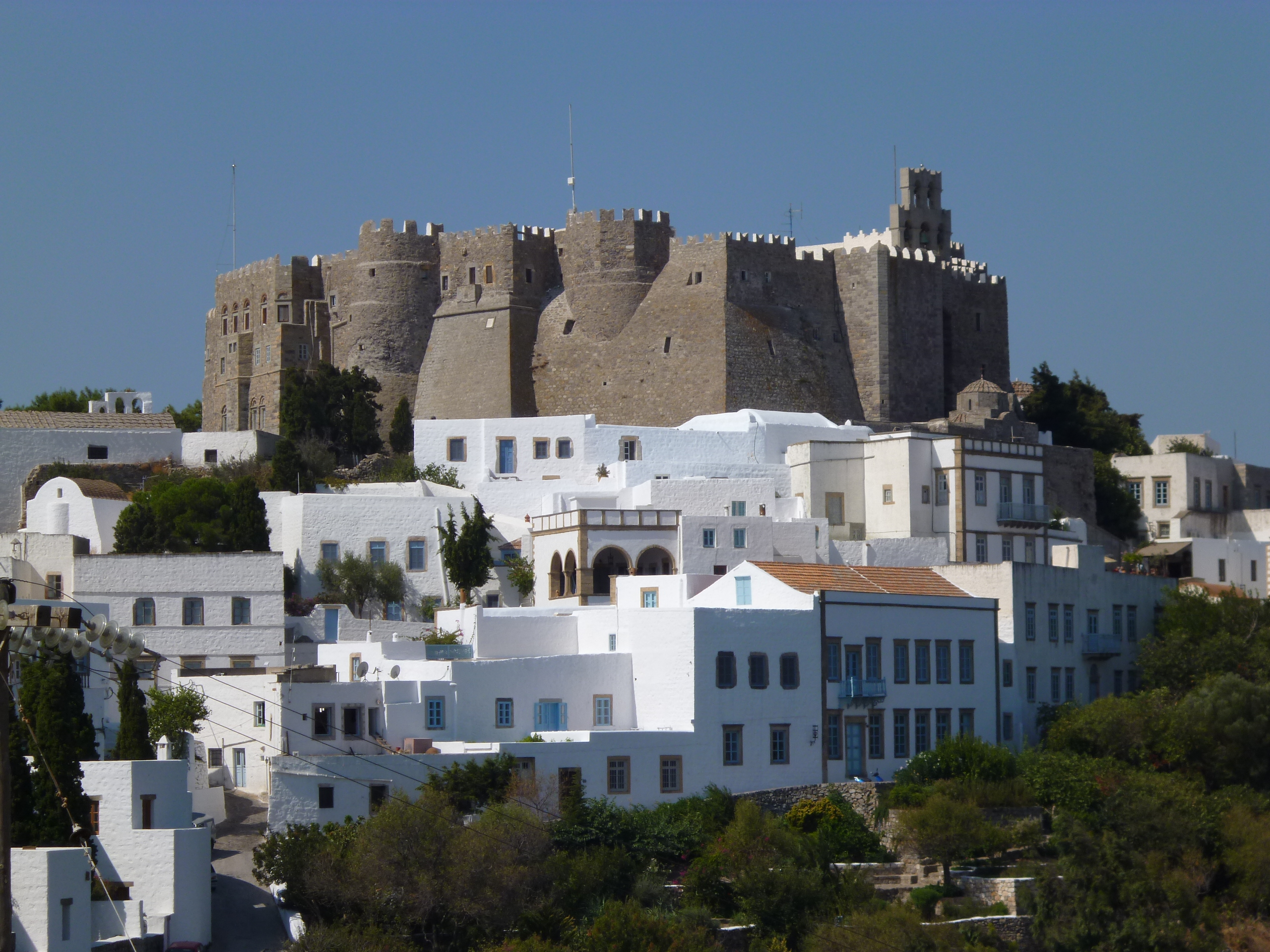
Patmos
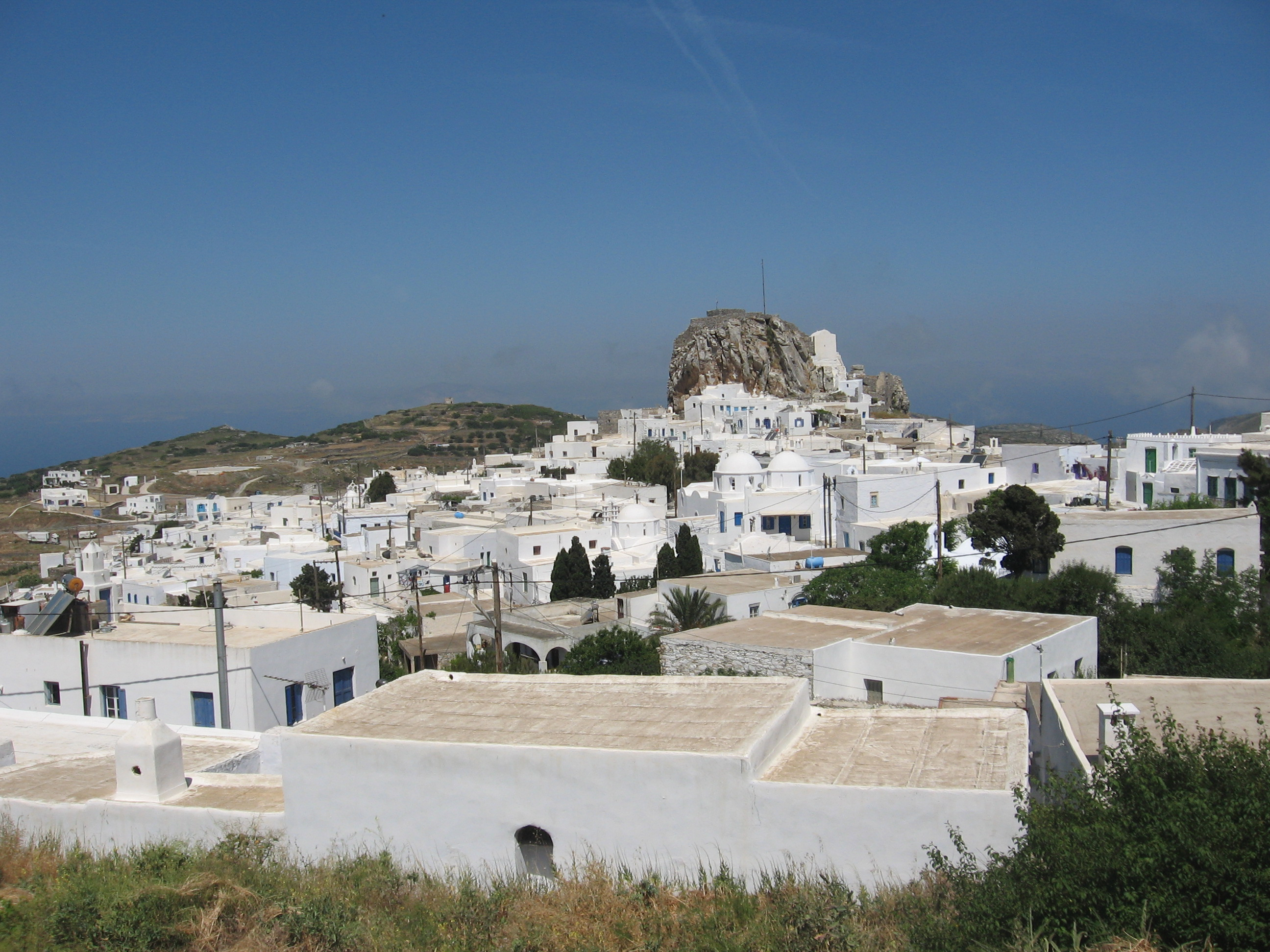
Amargos

Attica · Centraal-Griekenland · Centraal-Macedonië · Epirus · Ionische Eilanden · Kreta · Noord-Egeïsche Eilanden · Oost-Macedonië en Thracië · Peloponnesos · Thessalië · West-Griekenland · West-Macedonië · Zuid-Egeïsche Eilanden

Autonome Monastieke Staat van de Heilige Berg (Athos)

Periferie-districten · Gemeenten